# Золотий курган
Золотий курган — курган кінця VI — початку V ст. до н. е. біля м. Сімферополь. Курган займає помітне місце серед курганів степової скіфської знаті раннього періоду.

## Місцезнаходження
Курган розташований в центральній частині Степового Криму, за 5 км на північний захід від м. Сімферополь.

## Опис кургану та знахідок
Поховання здійснено в прямокутній ямі, впущеній через насип в материк. Скелет лежав на розвернутому панцирі або щиті. Біля кістяка знайдено супровідний інвентар: золота гривна; пояс з бронзовим набором, на кінцях якого було дві бляшки в вигляді фігурки орла і дві — в вигляді голівки грифона; меч з золотим наконечником ножен та сагайдак із 180 стрілами, прикрашений бронзовою фігуркою левиці.